# Copidognathus newelli
Copidognathus newelli is een mijtensoort uit de familie van de Halacaridae. De wetenschappelijke naam van de soort is voor het eerst geldig gepubliceerd in 1956 door Viets.